# Palais de la BD
Le Palais de la BD  était un festival de bande dessinée parisien qui a connu cinq éditions, de 2002 à 2006.

## Description
À l'exception de la 1re édition, le festival Palais de la BD s'est tenu chaque année à la Conciergerie à Paris, pendant un week-end du mois d´octobre,,,. Présenté par Monum (le Centre des monuments nationaux), il propose de nombreuses rencontres avec des éditeurs et des auteurs, des débats, des dédicaces et des expositions. Des ateliers pour enfants sont aussi organisés en partenariat avec Pif Gadget,. Une exposition d'un dessinateur important du 9e art, souvent le parrain de l'édition, s'y déroule et se poursuit dans les murs de la Conciergerie et parfois au Palais de Justice et à la Sainte-Chapelle, pendant un mois au-delà du festival lui-même,.
En 2007 est annoncé le fait que la manifestation Palais de la BD ne se tiendra plus,.

## Prix du Palais de la BD
Pour la 5e édition, trois prix ont vu le jour avec vote par internet du public suivi par un vote du jury présidé par Bernard Yslaire sur les 5 œuvres sélectionnées par le public (pour les prix Ville et bande-annonce) et uniquement vote du public pour les 16-25 ans, :
- Prix «Ville, Architecture & Patrimoine» récompensant une Bande dessinée mettant en avant le patrimoine architectural.
  - Lauréats : Frank Giroud, Florent Germaine et Ruben Pellejero pour l'album L’écorché de la série Secrets (Dupuis)[12]
- Prix «des 16-25 ans» récompensant la BD préférée des 16-25 ans.
  - Lauréats : Juanjo Guarnido et Juan Diaz Canales pour l'album Âme rouge de la série Blacksad (Dargaud)[12]
- Prix de la bande-annonce BD récompensant «la meilleure bande-annonce» préparant la sortie d'une bande dessinée.
  - Les 11 bandes-annonces en lice : Je suis Légion, XIII, Poison, Largo Winch, Blacksad, Seuls, La branche Lincoln, Ascension, HHHolmes, Prophet, M. Mardi-GrasDescendres[11].
  - Lauréat : Bruno Barberi pour la bande-annonce de l'album Vlad de la série Je suis légion (Les Humanoïdes associés) de Fabien Nury et John Cassaday[12]

## Éditions
- 1re édition (25-26 mai 2002) - Thème «Femmes en bulles et bulles de femmes»[1],[13]
- 2e édition (18-19 octobre 2003) - Thème «Architecture, ville et monuments historiques» - Parrain Gilles Chaillet[13]
- 3e édition (octobre 2004) - Thème «l’Europe» - Parrain Grzegorz Rosinski[14]
- 4e édition (15-16 octobre 2005) - Thème «Voyage et aventure» - Parrain Sergio Toppi[6],[3],[15],[5]
- 5e édition (14-15 octobre 2006) - Parrain Bernard Yslaire[2],[10],[15],[4],[16]